# Ectropothecium lateriticola
Ectropothecium lateriticola är en bladmossart som beskrevs av Brotherus 1897. Ectropothecium lateriticola ingår i släktet Ectropothecium och familjen Hypnaceae. Inga underarter finns listade i Catalogue of Life.